# بيتر والدو
بيتر والدو (بالفرنسية: Vaudès)‏ هو عالم عقيدة وتاجر ومترجم فرنسي، ولد في 1140 في ليون في فرنسا، وتوفي في 1217.

## وصلات خارجية
- بيتر والدو على موقع الموسوعة البريطانية (الإنجليزية)